# Nimda Shoet装輪装甲車
Nimda Shoet装甲車は、イスラエルで開発・試作された装輪装甲車である。

## 概要
Nimda Shoet 装甲車は、アチザリット歩兵突撃輸送車の開発で知られる、イスラエルのNIMDA社によって開発された、6輪駆動、オープントップの装輪装甲車（装甲兵員輸送車）である。イスラエル国防軍による評価試験を受け、試作車が生産されたが、量産には至らなかった。
Nimda Shoet のデザインは、ソビエト連邦製の装輪装甲車である、4輪のBTR-40、および6輪のBTR-152に強い類似性を感じさせるものとなっている。BTR-40、BTR-152はシリア軍やエジプト軍など、イスラエルの周辺のアラブ諸国で運用されており、イスラエル軍でも鹵獲して使用していた。Nimda Shoetは、ちょうど、BTR-40を6輪化したようなデザインになっている。つまり、各部分のデザインはBTR-40に類似し、全体のシルエットはBTR-152のそれに類似している。
Nimda Shoet は、8～14mmの装甲で防御されている。車体上には1廷のM2重機関銃および4廷の7.62mm機関銃（M1919もしくはFN MAG)を装備し、兵員の輸送だけでなく、接近戦に対応出来る様になっている。
Nimda Shoet の試作車は、2015年現在も、イスラエルのラトルン戦車博物館に展示されている。

## 画像

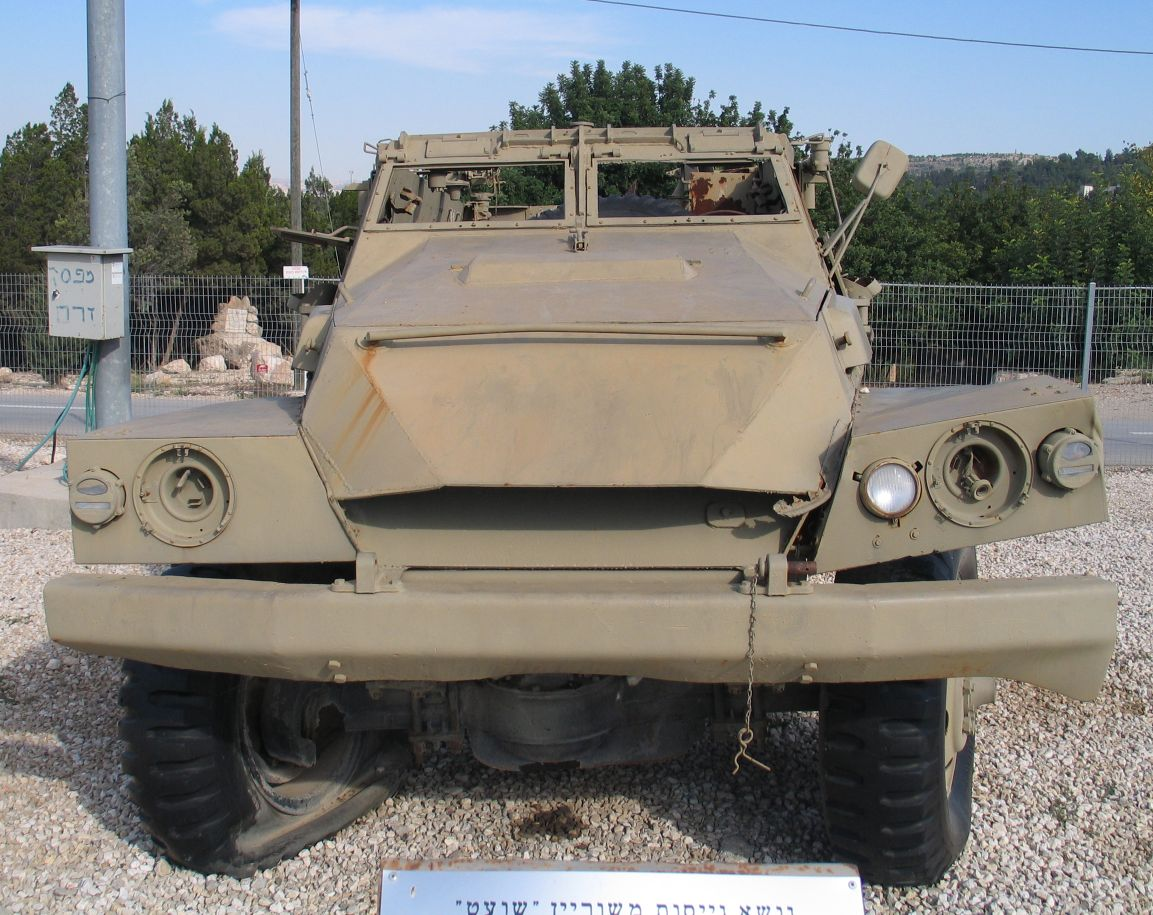
Nimda Shoet 車体前面
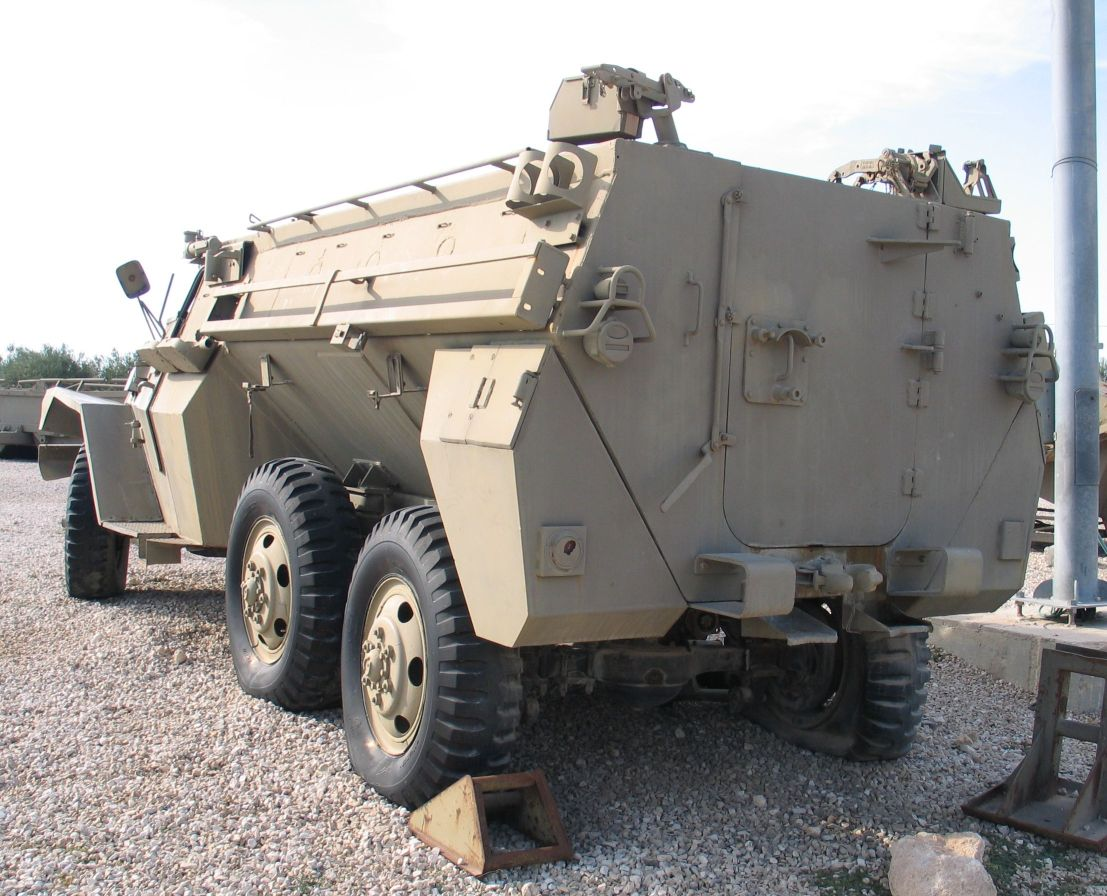
Nimda Shoet 車体後面
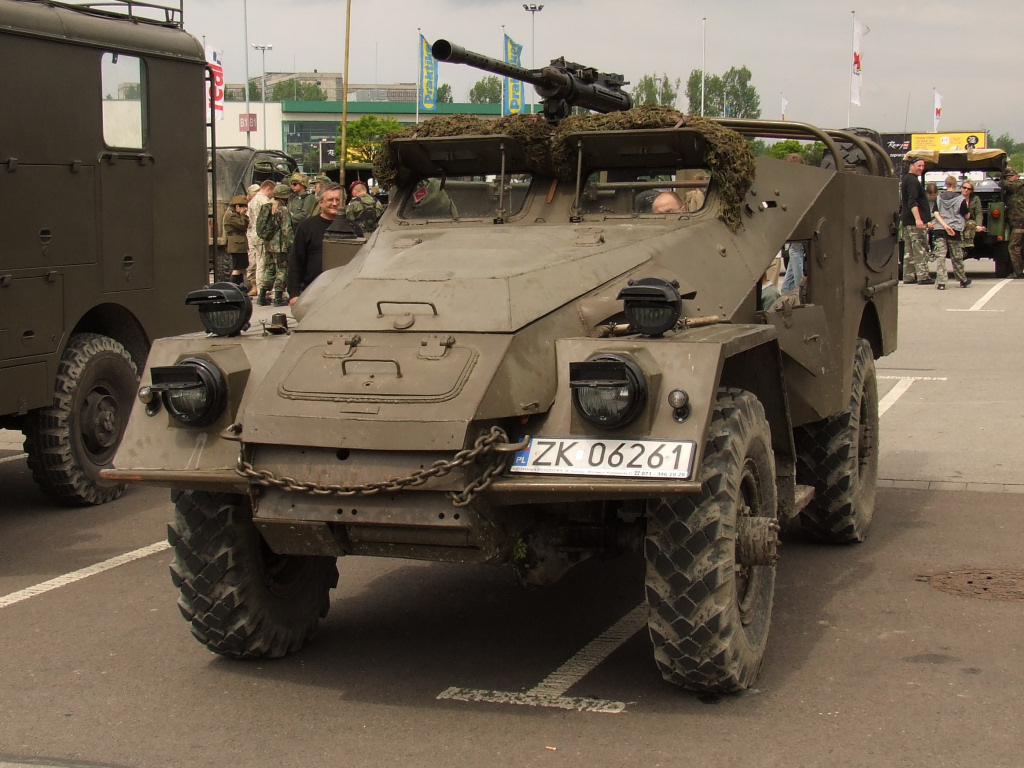
BTR-40の車体前面
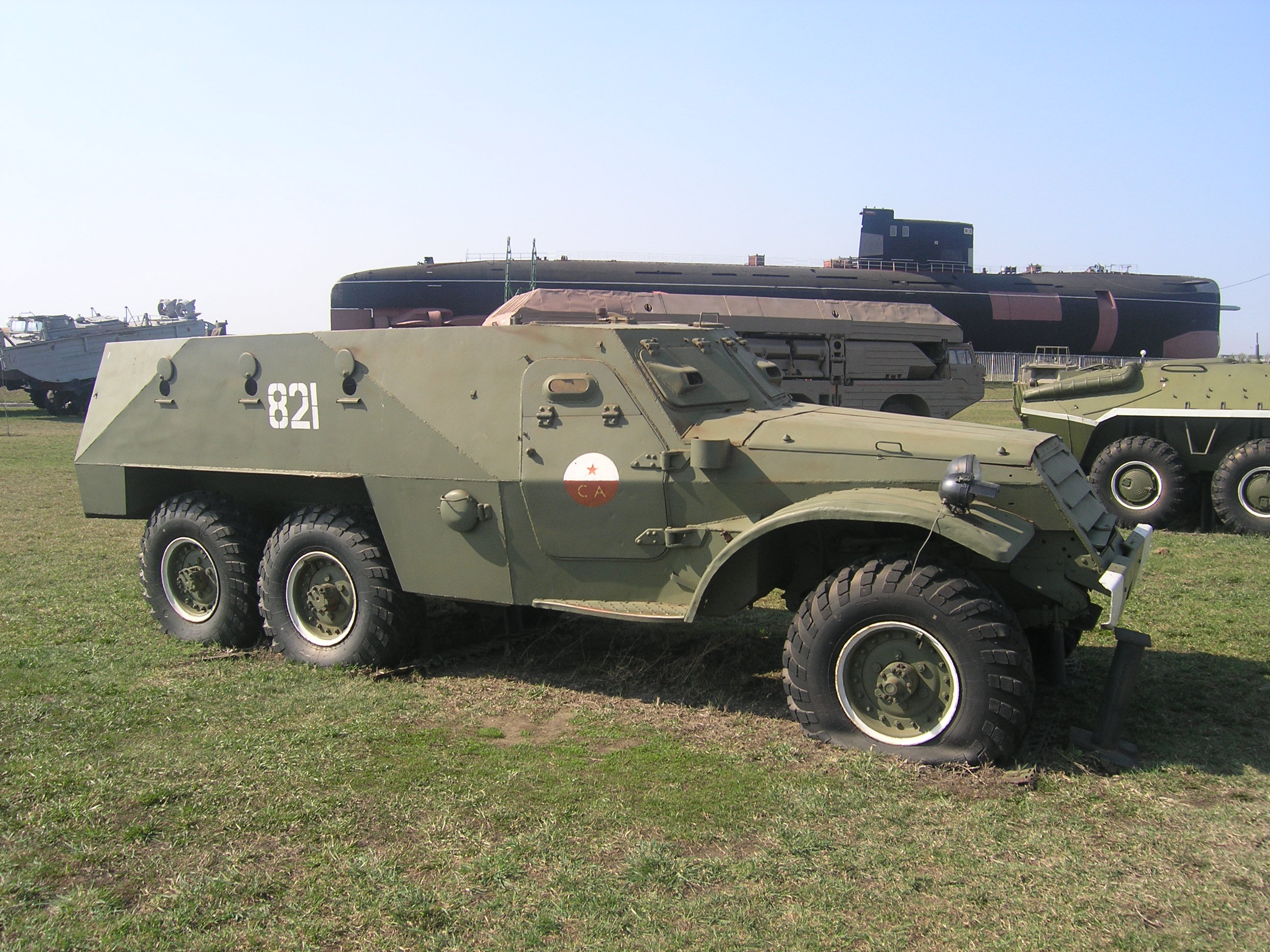
BTR-152の車体側面